# Panjange nigrifrons
Panjange nigrifrons är en spindelart som beskrevs av Christa L. Deeleman-Reinhold och Deeleman 1983. Panjange nigrifrons ingår i släktet Panjange och familjen dallerspindlar. Inga underarter finns listade i Catalogue of Life.